# Il'ja Semënovič Tuktaš
Il'ja Semënovič Tuktaš (in russo Илья Семёнович Туткаш?; Bol'šie Toktaši, 29 luglio 1907 – Čeboksary, 20 gennaio 1957) è stato un poeta, scrittore e giornalista russo di etnia ciuvascia, scrisse principalmente in russo e ciuvascio e dal 1934 alla morte fu membro della Accademia degli Scrittori Sovietici.

## Opere
- «Сăвăсем» - Versi (1930);
- «Пĕрремĕш çĕнтерӳ» - la Prima Vittoria (1932);
- «Октябрь» - Ottobre
- «Вăкăр çырми» - Vallone del Toro (1933);
- «Чечек çыххи» - mazzo di fiori (1939)
- «Павел Лаптев» - Pavel Laptev (1944);
- «Çĕр хуçисем» - Latifondisti (1954);
- «Сăвăсемпе юрăсем» - Versi e canti (1958).